# Zygoballus incertus
Zygoballus incertus là một loài nhện trong họ Salticidae.
Loài này thuộc chi Zygoballus. Zygoballus incertus được Richard C. Banks miêu tả năm 1929.

## Hình ảnh

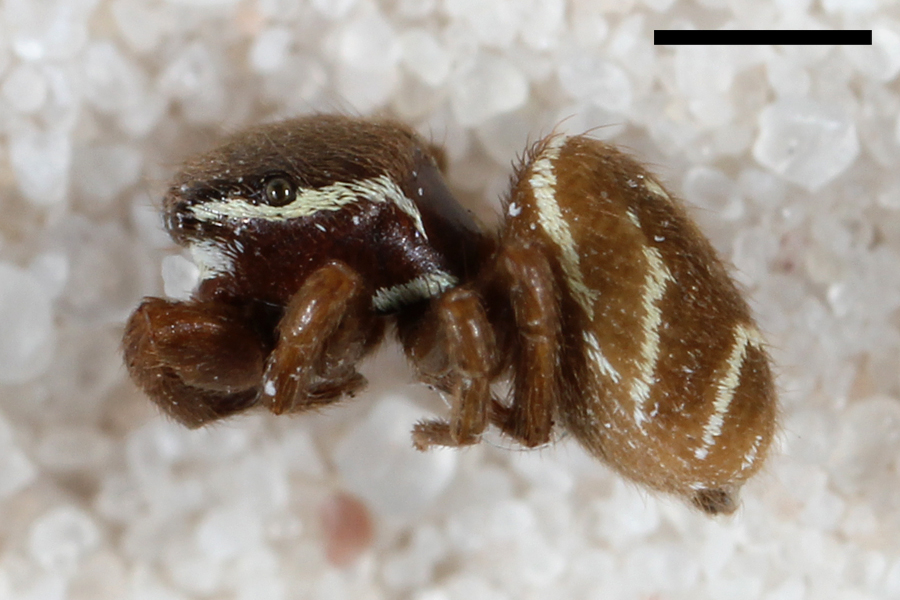
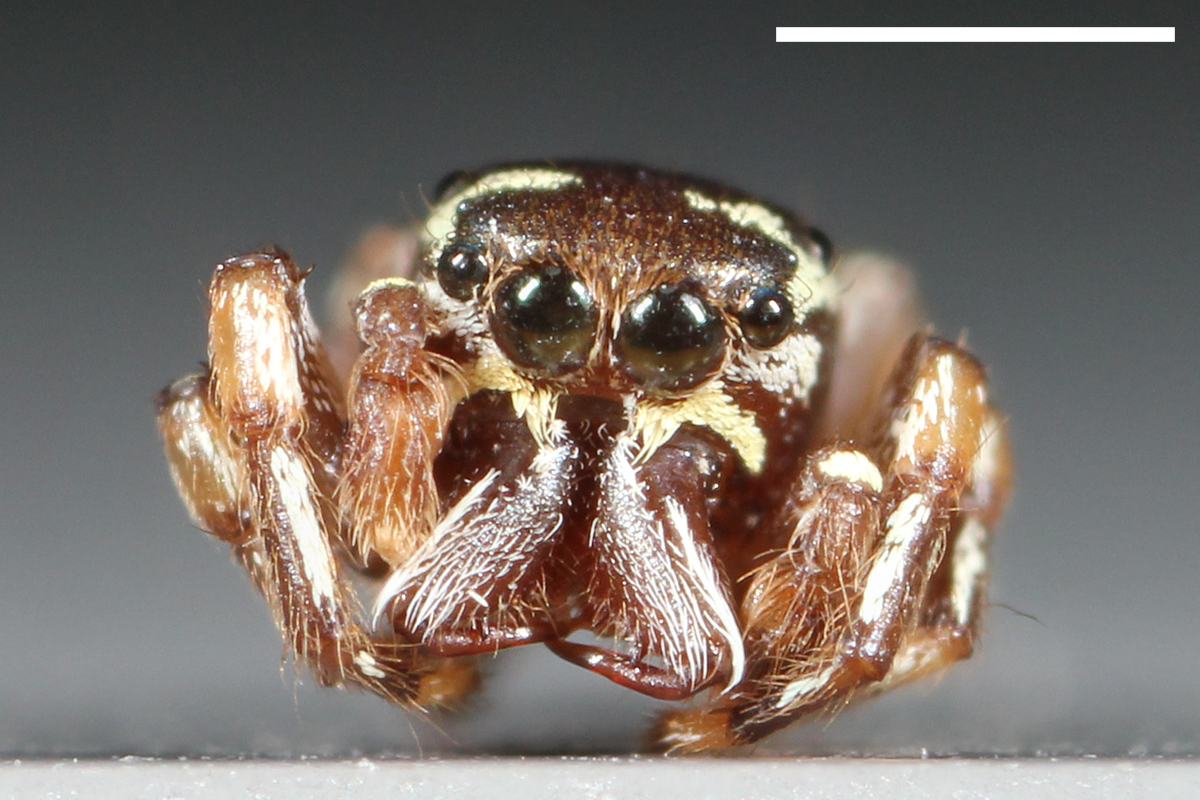